# 유럽 컴퓨터 트레이드 쇼
유럽 컴퓨터 트레이드 쇼(European Computer Trade Show, ECTS)는 유럽의 컴퓨터 및 비디오 게임 산업을 위해 한 해에 한 차례 치러지는 전시회이며, 1988년 처음 시행되어 2004년에 마지막 행사를 치렀다.
이 엑스포는 기본적으로 산업 전문가들과 기자들에게만 개방되었다.
ECTS는 8월 말이나 9월 초에 개최되었다. 2002년 후로 이 쇼는 런던 얼스 코트 전시장에서 개최되었다. 그 이전에는 런던의 엑셀 런던, 런던 올림피아의 그랜드홀에서 개최되었다.

## 개최 장소
| 연도 | 날짜        | 장소                 |
| ---- | ----------- | -------------------- |
| 1989 | 4월 16–18일 | 비즈니스 디자인 센터 |
| 1990 | 4월 1–3일   | 비즈니스 디자인 센터 |
| 1991 | 4월 14–16일 | 비즈니스 디자인 센터 |
| 1992 | 4월 12–14일 | 비즈니스 디자인 센터 |
|      | 9월 6–8일   | 비즈니스 디자인 센터 |
| 1993 | 4월 4–6일   | 비즈니스 디자인 센터 |
|      | 9월 5–7일   | 비즈니스 디자인 센터 |
| 1994 | 4월 10–12일 | 비즈니스 디자인 센터 |
|      | 9월 4–6일   | 비즈니스 디자인 센터 |
| 1995 | 3월 26–28일 | 올림피아             |
|      | 9월 10–12일 | 올림피아             |
| 1996 | 4월 14–16일 | 올림피아             |
|      | 9월 8–10일  | 올림피아             |
| 1997 | 9월 7–9일   | 올림피아             |
| 1998 | 9월 6–8일   | 올림피아             |
| 1999 | 9월 5–7일   | 올림피아             |
| 2000 | 9월 3–5일   | 올림피아             |
| 2001 | 9월 2–4일   | 엑셀                 |
| 2002 | 8월 29–31일 | 얼스 코트 전시장     |
| 2003 | 8월 27–29일 | 얼스 코트 전시장     |
| 2004 | 9월 1–3일   | 얼스 코트 전시장     |